# Итажиба
Итажиба (порт. Itagibá)  —  муниципалитет в Бразилии, входит в штат Баия. Составная часть мезорегиона Юг штата Баия. Входит в экономико-статистический микрорегион Ильеус-Итабуна. Население составляет 15 309 человек на 2007 год. Занимает площадь 810,340 км². Плотность населения — 18,8 чел./км².
Праздник города — 14 августа.

## История
Город основан в 1958 году.

## Статистика
- Валовой внутренний продукт на 2003 год составляет 71 598 750,00 реалов (данные: Бразильский институт географии и статистики).
- Валовой внутренний продукт на душу населения на 2003 год составляет 4442,71 реалов (данные: Бразильский институт географии и статистики).
- Индекс развития человеческого потенциала на 2000 год составляет 0,615 (данные: Программа развития ООН).